# Branko Petranović
Branko Petranović (v srbské cyrilici Бранко Петрановић, 31. října 1927, Cetinje – 17. června 1994, Bělehrad) byl srbský právník a historik.
Účastnil se bojů partyzánů, mezi jejichž řady vstoupil v lednu 1944. Bojoval na tzv. Sremské frontě, účastnil se tedy střetu, kdy se partyzáni (oficiálně již jugoslávské vojsko) pokoušeli probít směrem na Záhřeb. Po válce se zpočátku věnoval právní problematice, působil jako advokát. V druhé polovině padesátých let se však stále více blížil tématům z oblasti dějin. Nakonec se tak stal doktorem jak na právnické, tak i na filozofické fakultě Bělehradské univerzity. Do své smrti působil jako profesor, čímž ovlivnil celou řadu dnešních historiků v regionu.
Věnoval se období moderních národních dějin, sepsal rozsáhlé monografie na téma dějin Jugoslávie a také celou řadu dalších detailnějších publikací, které se věnují konkrétním tématům.